# Hacıbədəlli
Hacıbədəlli è un comune dell'Azerbaigian situato nel distretto di Ağcabədi. Conta una popolazione di 3 148 abitanti.